# Lista de navios lançados em junho de 1942
A seguir está uma lista como os navios lançados ao mar no mês de junho de 1942.
| Data        | Navio                     | País           | Construtor                                 | Localização     | Classe                 | Notas |
| ----------- | ------------------------- | -------------- | ------------------------------------------ | --------------- | ---------------------- | ----- |
| 1 de junho  | Empire Sam                | Reino Unido    | cochrane & Sons Ltd                        | Selby           | Rebocador              |       |
| 2 de junho  | Empire Boswell            | Reino Unido    | William Gray & Co Ltd                      | West Hartlepool | navio cargueiro        |       |
| 2 de junho  | Empire Cupid              | Estados Unidos | Scott & Sons                               | Bowling         | Rebocador              |       |
| 4 de junho  | Empire Meadow             | Reino Unido    | J S Watson Ltd                             | Gainsborough    | Rebocador              |       |
| 6 de junho  | USS Block Island (CVE-21) | Estados Unidos | Seattle-Tacoma Shipyard                    | Seattle, WA     | Bogue                  |       |
| 10 de junho | USS Santa Fe (CL-60)      | Estados Unidos | New York Shipbuilding Corporation          | Camden          | Cleveland              |       |
| 11 de junho | HMAS Bowen                | Austrália      |                                            |                 | Bathurst               |       |
| 19 de junho | HMAS Latrobe              | Austrália      |                                            |                 | Bathurst               |       |
| 23 de junho | HMAS Kapunda              | Austrália      |                                            |                 | Bathurst               |       |
| 25 de junho | HMCS Huron (G24)          | Canadá         |                                            |                 | Tribal                 |       |
| 27 de junho | USS Breton (CVE-23)       | Estados Unidos | Seattle-Tacoma Shipyard                    | Seattle, WA     | Bogue                  |       |
| 27 de junho | SS Ocean Victory          | Estados Unidos | Permanente Metals                          | Richamond, CA   | Ocean Ship             |       |
| 29 de junho | HMS Woodpecker (U08)      | Reino Unido    |                                            |                 | Black Swan class sloop |       |
| 29 de junho | SS Empire Archer          | Reino Unido    | Caledon Shipbuilding & Engineering Company | Dundee          | navio cargueiro        |       |
| 29 de junho | SS Empire Collins         | Reino Unido    | Sir J Laing & Sons Ltd                     | Sunderland      | Navio tanque           |       |
| 29 de junho | Empire Damsel             | Reino Unido    | Grangemouth Dockyard Co Ltd                | Grangemouth     | Navio costeiro         |       |
| 29 de junho | Empire Banner             | Reino Unido    | Bartram & Sons Ltd                         | Sunderland      | Navio cargueiro        |       |
| 29 de junho | Empire Titan              | Reino Unido    | Henry Scarr Ltd                            | Hessle          | Rebocador              |       |
| 30 de junho | SS Empire Buckler         | Reino Unido    | Lithgows Ltd                               | Port Glasgow    | Navio cargueiro        |       |
| 30 de junho | SS Empire Clarion         | Reino Unido    | William Gray & Co Ltd                      | West Hartlepool | Navio cargueiro        |       |